# カロリーナ・ダリアス
カロリーナ・ダリアス・サン・セバスティアン（スペイン語: Carolina Darias San Sebastián、1965年11月25日 - ）は、スペイン・ラス・パルマス・デ・グラン・カナリア出身の政治家。スペイン社会労働党(PSOE)所属。カナリア諸島州議会議長や第2次サンチェス内閣の地方行政大臣、保健大臣を歴任した。

## 経歴
1965年11月25日、カナリア諸島グラン・カナリア島のラス・パルマス・デ・グラン・カナリアに生まれた。テネリフェ島のサン・クリストバル・デ・ラ・ラグーナにあるラ・ラグーナ大学で法学の学位を取得した。
1999年から2004年まで、スペイン社会労働党(PSOE)選出のラス・パルマス市議会議員となり、2004年から2007年までラス・パルマス市の副政府委員を務めた。2007年にはカナリア諸島州議会議員となったが、2008年には州議会議員を退任してラス・パルマス市当局の領土・都市計画・住宅局長となった。

### 州議会議員時代
2014年10月、カナリア諸島州議会議員選挙に向けた社会労働党の党内予備選挙に立候補したが、パトリシア・エルナンデス・グティエレスに敗れた。2015年のカナリア諸島州議会議員選挙では再び州議会議員に選出された。社会労働党はカナリア連合との連立で与党となり、カナリア連合よりも議席は少なかったが、ダリアスが州議会議長に就任した。カナリア諸島州議会議長に女性が就任するのはダリアスが初である。

### 中央政府閣僚時代
2020年1月11日、スペイン政府の第2次サンチェス内閣において地方行政大臣に就任した。2020年以後には新型コロナウイルス感染症が世界的に流行し、3月12日にはダリアスが新型コロナウイルスに感染したことが報じられた。スペイン政府のメンバーでは同日の早い時間に陽性が報じられたイレーネ・モンテーロ平等大臣に次いで2人目である。
職場復帰後にはスペイン中央政府と様々な地方行政機関との関係を担う大臣としてサルバドール・イジャ保健大臣に同行し、スペイン国民健康制度の領土間評議会や保健分野の様々な種類のあらゆる会議に参加した。イジャが保健大臣を辞任したことで、2021年1月27日にはイジャの後任の保健大臣に就任。2023年3月まで在任した。